# Goghovit
Goghovit (en arménien Գոգհովիտ) est une communauté rurale du marz de Shirak en Arménie. En 2008, elle compte 355 habitants.